# Sergej Belov
Sergej Aleksandrovič Belov (in russo Сергей Александрович Белов?; Naščёkovo, 23 gennaio 1944 – Perm', 3 ottobre 2013) è stato un cestista, allenatore di pallacanestro e dirigente sportivo sovietico, dal 1992 russo, più volte medagliato a livello olimpico per l'URSS.
Simbolo del CSKA Mosca e della nazionale sovietica degli anni sessanta e settanta, nel ruolo di guardia è stato uno dei dominatori del basket della sua epoca. Considerato come uno dei migliori europei di tutti i tempi, è stato il secondo giocatore non statunitense e il primo non americano ad essere inserito nel Naismith Memorial Basketball Hall of Fame.
Nel suo palmarès figurano 2 Coppe dei Campioni, 11 campionati sovietici e 2 coppe nazionali vinte da giocatore con il CSKA, oltre allo storico oro olimpico a Monaco 1972, a 2 Mondiali e 4 Europei. Da allenatore ha vinto 2 medaglie d'argento ai Mondiali e un bronzo europeo.
È morto a 69 anni, dopo una lunga malattia.

## Carriera

### Club
A livello di club con il CSKA di Mosca ha vinto due Coppe dei Campioni. La prima nel 1969 è stata ottenuta a Barcellona contro il Real Madrid nella sua prima stagione con il club. Nella finale terminata 103-99 dopo due tempi supplementeri Belov ha realizzato 19 punti, rimanendo in campo per tutti i cinquanta minuti dell'incontro.
Nel 1971 ha vinto la sua seconda coppa dei campioni, ad Anversa, in una finale che oppose le stesse squadre dell'anno precedente. La squadra russa si prese la rivincita su Varese, vittoriosa nel 1970, imponendosi 67-53.
In patria ha conquistato ben undici campionati e due coppe nazionali.

### Nazionale
Con la nazionale partecipò a quattro tornei olimpici, ed era presente alla famosa finale del 1972, nella quale l'Unione Sovietica vinse il titolo contro gli Stati Uniti in uno dei finali di partita più controversi della storia della pallacanestro.
Ai giochi olimpici vinse anche tre medaglie di bronzo e nell'edizione di Mosca 1980, scelto come ultimo tedoforo, ebbe l'onore di accendere la fiamma olimpica.
Con la nazionale fu campione del mondo nel 1967 e 1974 e quattro volte campione d'Europa.

### Allenatore
Finita la carriera di giocatore passò allenatore, cominciando con la prima squadra del CSKA e passando poi al settore giovanile. Allenò anche in Italia, a Cassino, e poi di nuovo in Russia nell'Ural Great Perm'.
Fu presidente della federazione russa di pallacanestro dal 1993 al 1998.

## Palmarès

### Giocatore

#### Club
- Coppa dei Campioni: 2

CSKA Mosca: 1968-1969, 1970-1971
- Campionato sovietico: 11

1968-69, 1969-70, 1970-71, 1971-72, 1972-73, 1973-74, 1975-76, 1976-77, 1977-78, 1978-79, 1979-80
- Coppa dell'URSS: 2

1972, 1973

#### Nazionale
- Oro olimpico: 1

Monaco di Baviera 1972
- Campionati mondiali: 2 vittorie

1967, 1974
- Campionati europei: 4 vittorie

1967, 1969, 1971, 1979

### Allenatore

#### Club
- Campionato sovietico: 2

CSKA Mosca: 1981-82, 1989-90
- Lega NEBL: 1

Ural Great Perm': 2001
- Campionato russo: 2

Ural Great Perm': 2000-01, 2001-02
- Coppa di Russia: 1

Ural Great Perm': 2003-04

#### Nazionale
- Campionati mondiali: 2 argenti

1994, 1998
- Campionati europei: 1 bronzo

1997

### Individuale
- MVP dei mondiali: 1

1970
- MVP della finale della Coppa dei Campioni: 3

1970, 1971, 1973
- FIBA World Cup All-Tournament Teams: 1

1970
- Inserito nel Naismith Memorial Basketball Hall of Fame nel 1992
- Inserito nel FIBA Hall of Fame nel 2007